# Pamięć, Smutek i Cierń
Pamięć, Smutek i Cierń – trylogia fantasy Tada Williamsa; w jej skład wchodzą: Smoczy tron (1988), Kamień rozstania (1990) i Wieża Zielonego Anioła (1993).

## Świat przedstawiony
Akcja cyklu dzieje się w świecie zwanym Osten Ard, w którym prócz ludzi żyją m.in. przypominający elfów Sithi.

## Wpływ na fantastykę
Andrzej Sapkowski zaliczył ten cykl do swojego kanonu fantasy, zamieszczonego w Rękopisie znalezionym w Smoczej Jaskini. 
Trylogia Pamięć, Smutek i Cierń jest jedną z ulubionych serii fantasy George'a R.R. Martina, który stwierdził, że była ona jednym z dzieł, które zainspirowały go do napisania cyklu Pieśń lodu i ognia. 